# Europese kampioenschappen veldlopen 1995
De tweede editie van de Europese kampioenschappen veldlopen vond op 2 december 1995 plaats in het Engelse Alnwick, gelegen in het graafschap Northumberland.

## Uitslagen

### Mannen Senioren
| Plaats | Atleet               | Land                | Tijd (min.s) |
| ------ | -------------------- | ------------------- | ------------ |
|        | Paulo Guerra         | Portugal            | 26.40        |
|        | Alejandro Gómez      | Spanje              | 26.43        |
|        | Andrew Pearson       | Verenigd Koninkrijk | 26.47        |
| 4      | Keith Cullen         | Verenigd Koninkrijk | 26.48        |
| 5      | Mustapha Essaïd      | Frankrijk           | 26.52        |
| 6      | Jon Brown            | Verenigd Koninkrijk | 26.56        |
| 7      | Alfredo Bras         | Portugal            | 27.01        |
| 8      | José Manuel García   | Spanje              | 27.03        |
| 9      | Giuliano Battoletti  | Italië              | 27.06        |
| 10     | Manuel Pancorbo      | Spanje              | 27.06        |
| 11     | Serhij Lebid         | Oekraïne            | 27.06        |
| 12     | Pere Arco            | Spanje              | 27.17        |
| ..     |                      |                     |              |
| 19     | Marco Gielen         | Nederland           | 27.29        |
| 21     | Koen Van Rie         | België              | 27.35        |
| 22     | Marc Vanderstraeten  | België              | 27.38        |
| 41     | Marcel Laros         | Nederland           | 28.03        |
| 52     | Greg van Hest        | Nederland           | 28.17        |
| 58     | Jos Maes             | België              | 28.32        |
| 65     | Peter van der Velden | België              | 28.42        |
| 74     | Stephan Rousseau     | België              | 28.48        |
| 79     | Jerry Van den Eede   | België              | 28.56        |
| 92     | Robert Smits         | Nederland           | 29.36        |

| Plaats | Land                                                                   | Punten       |
| ------ | ---------------------------------------------------------------------- | ------------ |
|        | Spanje Alejandro Gómez José Manuel García Manuel Pancorbo Pere Arco    | 2+8+10+12=32 |
|        | Portugal Paulo Guerra Alfredo Bras José Ramos José Regalo              | 1+7+14+15=37 |
|        | Verenigd Koninkrijk Andrew Pearson Keith Cullen Jon Brown David Taylor | 3+4+6+42=55  |

### Vrouwen Senioren
| Plaats | Atleet                 | Land                | Tijd (min.s) |
| ------ | ---------------------- | ------------------- | ------------ |
|        | Annemari Sandell       | Finland             | 13.52        |
|        | Sara Wedlund           | Zweden              | 14.07        |
|        | Nina Belikova          | Rusland             | 14.09        |
| 4      | Elene Fidatov          | Roemenië            | 14.10        |
| 5      | Alla Zhilyaeva         | Rusland             | 14.17        |
| 6      | Annette Sergent-Palluy | Frankrijk           | 14.18        |
| 7      | Sinead Delahunty       | Ierland             | 14.18        |
| 8      | Stela Olteanu          | Roemenië            | 14.20        |
| 9      | Ana Dias               | Portugal            | 14.22        |
| 10     | Elizabeth Talbot       | Verenigd Koninkrijk | 14.23        |
| 11     | Iulia Negura           | Roemenië            | 14.24        |
| 12     | Yelena Baranova        | Rusland             | 14.25        |
| ..     |                        |                     |              |
| 13     | Anja Smolders          | België              | 14.25        |
| 14     | Anne-Marie Danneels    | België              | 14.25        |
| 32     | Veronique Collard      | België              | 14.47        |
| 39     | Grete Koens            | Nederland           | 14.54        |
| 53     | Gabrielle Vijverberg   | Nederland           | 15.10        |
| 55     | Silvia Kruijer         | Nederland           | 15.12        |
| 57     | Mieke Aanen            | Nederland           | 15.13        |
| 65     | Sandra Hofmans         | Nederland           | 15.20        |
| 66     | Anja De Brabant        | België              | 15.26        |
| 75     | Myriam Dumont          | België              | 15.51        |

| Plaats | Land                                                           | Punten     |
| ------ | -------------------------------------------------------------- | ---------- |
|        | Rusland Nina Belikova Alla Zhilyaeva Yelena Baranova           | 3+5+12=20  |
|        | Roemenië Elene Fidatov Stela Olteanu Iulia Negura              | 4+8+11=23  |
|        | Frankrijk Annette Sergent-Palluy Zahia Dahmani Laurence Vivier | 6+15+20=41 |